# Unionist Party (Schottland)
Die Unionist Party oder außerhalb Schottlands Scottish Unionist Party war zwischen 1912 und 1965 die führende konservative Partei in Schottland. Während der Zeit ihres Bestehens pflegte die Partei eine enge Assoziation mit der Conservative Party in England und Wales. Nach Unterhauswahlen schlossen sich ihre gewählten Abgeordneten – genauso wie die Unionisten aus Nordirland – der Fraktion der Konservativen in Westminster an. Formell handelte es sich bei der Unionist Party in Schottland und der Conservative Party in England und Wales aber um zwei voneinander unabhängige Parteien.
Nach der Wahlniederlage nach der Unterhauswahl 1964 vereinigte sich die Unionist Party mit der Conservative Party in England und Wales zur Conservative and Unionist Party (meist kurz Conservative Party). Die heutige Scottish Conservative Party steht in der Nachfolge der Unionist Party.

## Ursprünge
Die Ursprünge der Partei lagen in der Spaltung der Liberal Party im Jahr 1886. Diese Spaltung war aufgrund der innerparteilichen Differenzen über die Frage der Home Rule Irlands im Rahmen des Vereinigten Königreichs erfolgt. Liberale Unionisten waren gegen die von Premierminister William Ewart Gladstone vorangetriebene Home Rule, da sie darin den Beginn der Auflösung des Vereinigten Königreichs und britischen Empires sahen. Die abgespaltenen liberalen Unionisten gingen in Schottland ein Wahlbündnis mit den schottischen Konservativen ein und vereinigten sich mit diesen im Jahr 1912 zur Unionist Party.

## Parteigeschichte
Inhaltlich gab es relativ wenig Differenzen zu den Konservativen in England und Wales. Jedoch pflegte die Unionist Party ein ausgeprägtes schottisches Eigenbewusstsein. Eingedenk der ausgeprägten liberalen Tradition in Schottland vermied sie auch den Begriff „konservativ“. Zum Teil war die Partei durch die presbyterianisch-protestantische Tradition Schottlands geprägt. Die Eigendefinition als schottische Partei wurde in Wahlkampfzeiten auch gegen die Labour Party genutzt, die als landesfremde, von London aus dirigierte, sozialistische Partei porträtiert wurde. Politischer Hauptgegner wurde die Labour Party, nachdem die einst in Schottland dominierenden Liberalen zunehmend an Rückhalt verloren und durch Spaltungen geschwächt wurden, insbesondere durch die Abspaltung der National Liberal Party 1931. Ihre größten Wahlerfolge erlebte die Partei bei den Unterhauswahlen 1924, 1931, 1935 und 1955. Die Partei stellte zwei Premierminister des Vereinigten Königreichs, die offiziell meist als „Konservative“ gezählt werden – Andrew Bonar Law (amtierte 1911–1921 und 1922–1923) sowie Alec Douglas-Home (1963–1965). Nachdem die Partei bei den Unterhauswahlen 1959 und 1964 sukzessive Wahlkreismandate verloren hatte, unterzog sie sich einer Reform und änderte ihren Namen in Scottish Conservative and Unionist Party. Sie schloss sich 1965 der Parteiorganisation der englisch-walisischen Conservative Party an. Weitere Reformen führten dazu, dass sie ab 1977 vollständig als schottische Landesorganisation einer vereinigten konservativen Partei, die sich nun Conservative and Unionist Party nannte, fungierte.

## Parteivorsitzende
- George Younger, 1. Viscount Younger of Leckie, 1916–1923
- Victor Hope, 2. Marquess of Linlithgow, 1924–1926
- Harriet Findlay, 1928
- John Craik-Henderson
- James Stuart, 1. Viscount Stuart of Findhorn, 1950–1962
- Michael Noble, Baron Glenkinglas, 1962–1963
- Sir John George, 1963–1965
- John Gilmour, 3. Baronet, 1965–1967

## Wahlergebnisse
Die folgende Tabelle zeigt die Wahlergebnisse der Unionist Party bei Unterhauswahlen in Schottland.
| Wahl               | Stimmenanteil | Sitze |
| ------------------ | ------------- | ----- |
| Unterhauswahl 1918 | 30,8 %        | 28/73 |
| Unterhauswahl 1922 | 25,1 %        | 13/73 |
| Unterhauswahl 1923 | 31,6 %        | 14/73 |
| Unterhauswahl 1924 | 40,7 %        | 36/73 |
| Unterhauswahl 1929 | 35,9 %        | 20/73 |
| Unterhauswahl 1931 | 49,5 %        | 48/73 |
| Unterhauswahl 1935 | 42,0 %        | 35/73 |
| Unterhauswahl 1945 | 36,7 %        | 24/71 |
| Unterhauswahl 1950 | 37,2 %        | 26/71 |
| Unterhauswahl 1951 | 39,9 %        | 30/71 |
| Unterhauswahl 1955 | 41,5 %        | 36/71 |
| Unterhauswahl 1959 | 39,8 %        | 25/71 |
| Unterhauswahl 1964 | 37,3 %        | 24/71 |